# Calliostoma scotti
Calliostoma scotti is een slakkensoort uit de familie van de Calliostomatidae. De wetenschappelijke naam van de soort is voor het eerst geldig gepubliceerd in 1973 door Kilburn.